# Vanhasaari (ö i Kymmenedalen)
Vanhasaari är en ö i Finland. Den ligger i Finska viken och i kommunen Vederlax i den ekonomiska regionen  Kotka-Fredrikshamn i landskapet Kymmenedalen, i den södra delen av landet. Ön ligger omkring 44 kilometer öster om Kotka och omkring 160 kilometer öster om Helsingfors.
Öns area är 24,9 hektar och dess största längd är 0,9 kilometer i sydöst-nordvästlig riktning. Ön höjer sig omkring 10 meter över havsytan.